# Narva-Jõesuu (Narva-Jõesuu)
Narva-Jõesuu (historischer deutscher Name Hungerburg, davon historischer russischer Name Гу́нгербург Gungerburg) ist eine Stadt im äußersten Nordosten der Republik Estland im Kreis Ida-Viru.

## Beschreibung
Narva-Jõesuu liegt unmittelbar an der Grenze zu Russland, ca. vierzehn Kilometer nordwestlich der drittgrößten estnischen Stadt Narva.
Die Stadt liegt an der Mündung der Narva in den Finnischen Meerbusen der Ostsee. Der estnische Stadtname bedeutet übersetzt „Mündung der Narva“ bzw. „Narvamünde“. Der Fluss bildet die estnisch-russische Staatsgrenze.
Narva-Jõesuu hatte am 1. Januar 2025 4.239 Einwohner. Die Bevölkerung besteht zu mehr als zwei Dritteln aus russischsprachigen Einwohnern.

## Geschichte

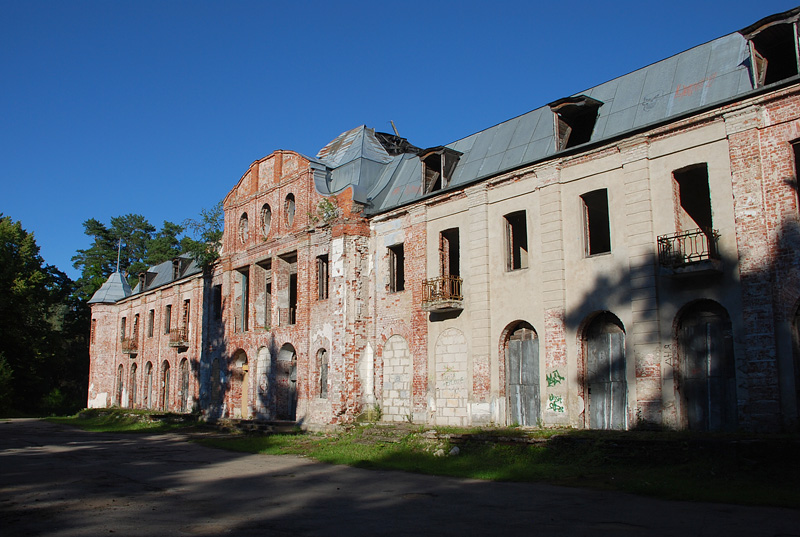
Ruinen des 1882 eingeweihten Kursaals

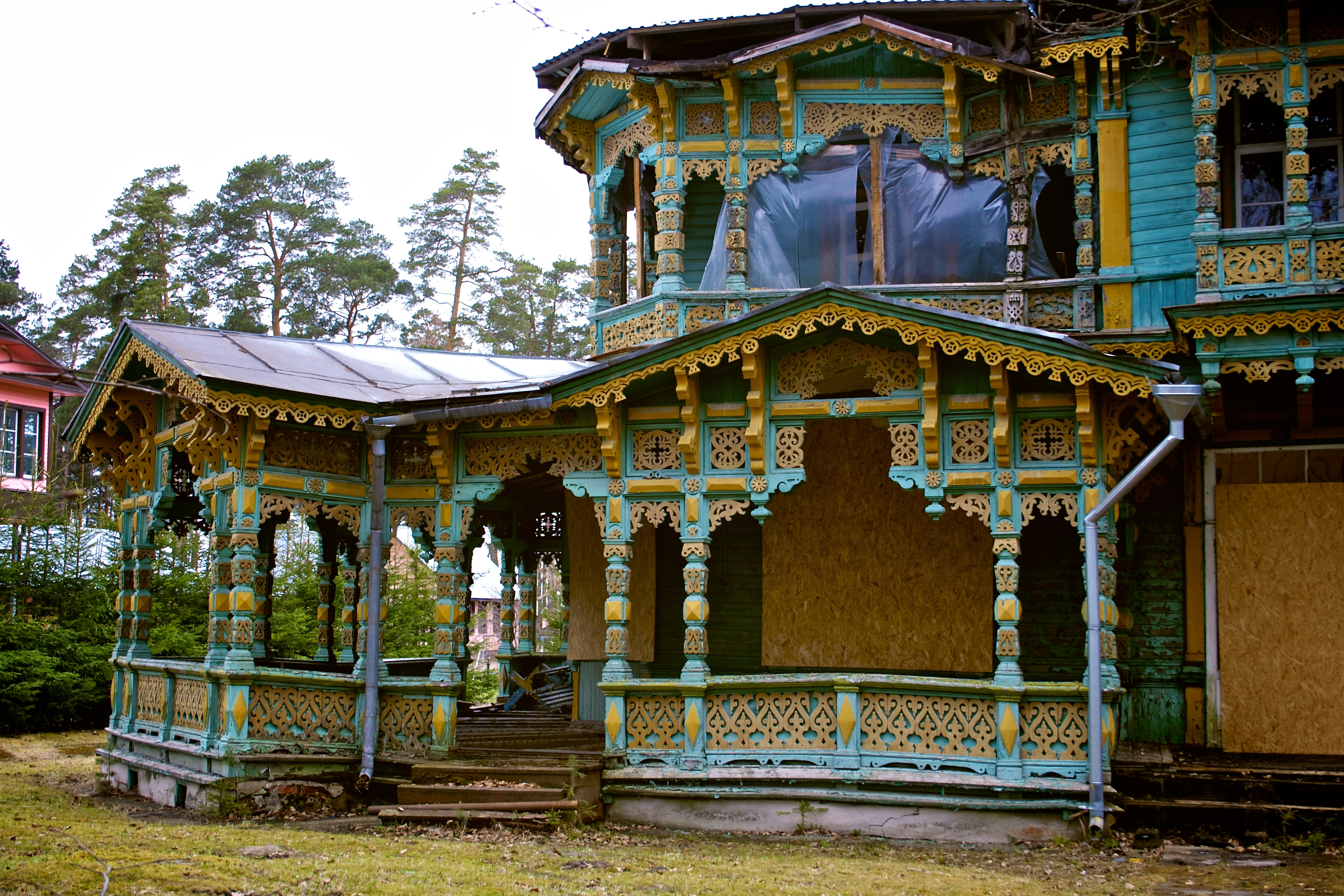
Verfallenes Holzhaus

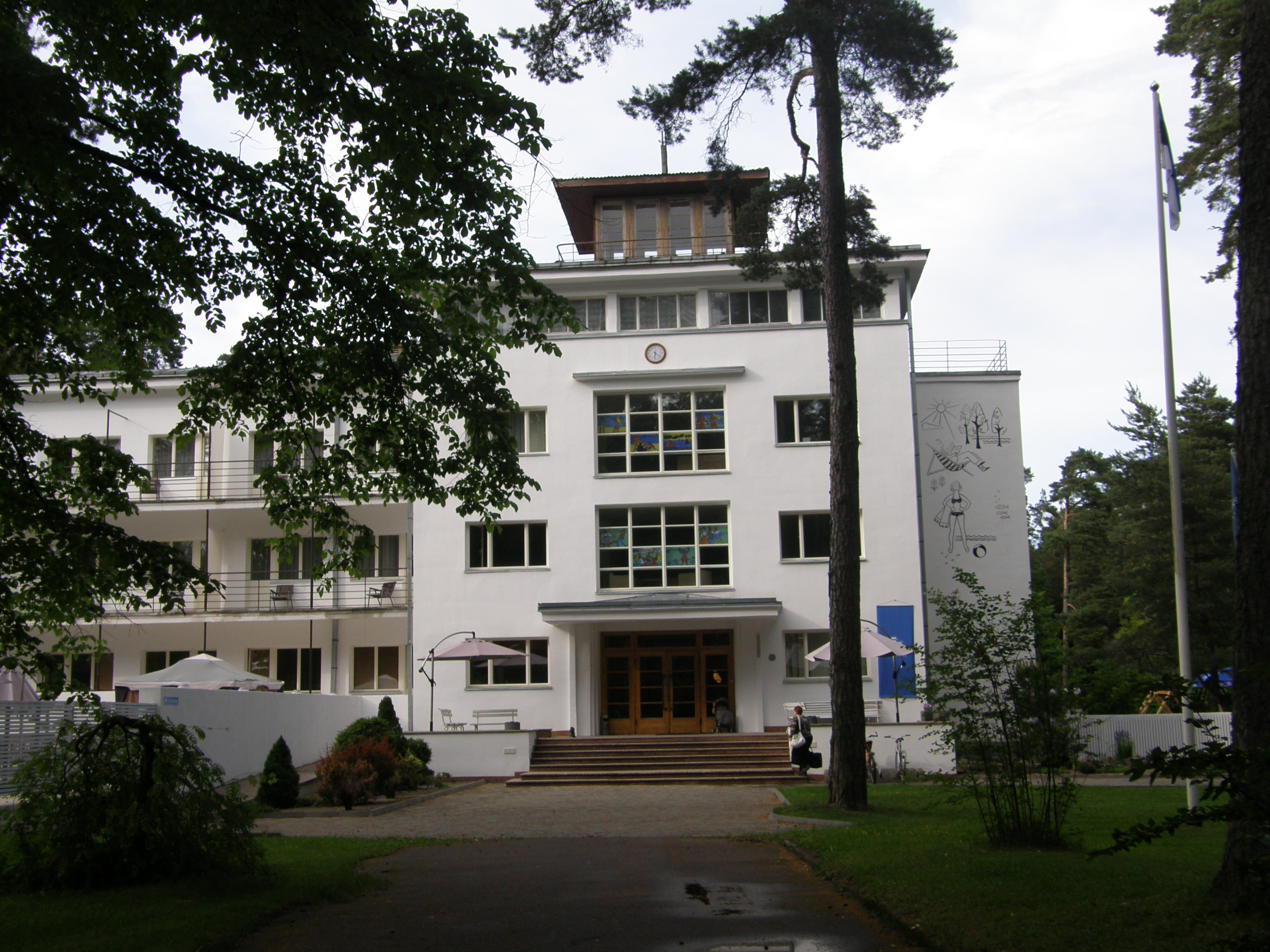
Sanatorium

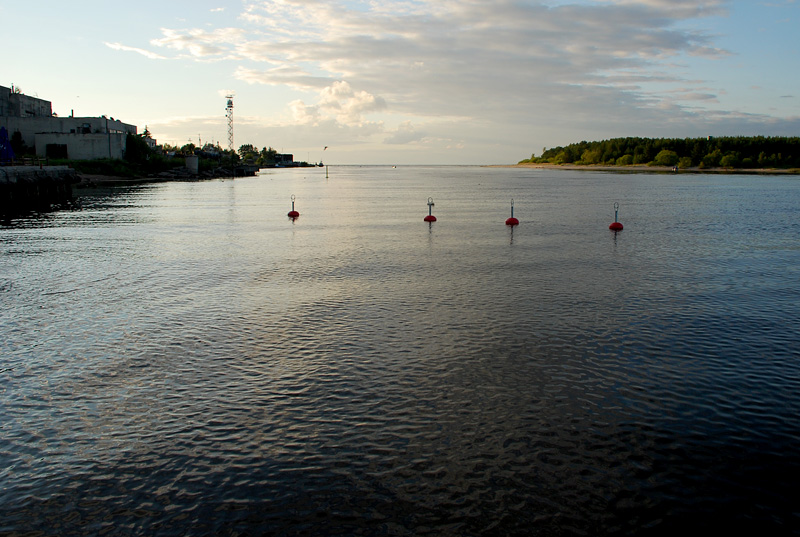
Narva-Mündung

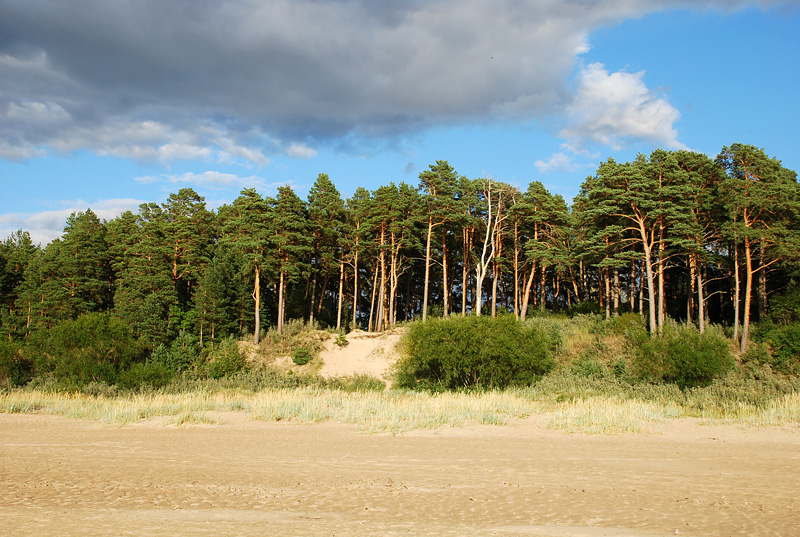
Strand bei Narva-Jõesuu

Der Ort entstand wahrscheinlich im 14. Jahrhundert. Er wurde erstmals 1503 durch den Ordensmeister Wolter von Plettenberg als „Mündung der Narova“ erwähnt. Ab dem 16. Jahrhundert ist auch der Hafen belegt, ein Vorhafen der Stadt Narva. Seit 1646 gehörte der Ort zum Herrschaftsgebiet Narvas. Ab dem Ende des 17. Jahrhunderts gab es dort Holzlagerplätze, Sägewerke und eine kleine Werftindustrie.
Den deutschen Namen „Hungerburg“ soll die heutige Stadt im Jahre 1704 durch den russischen Zaren Peter I. erhalten haben, der von der Armut der dortigen Fischer bedrückt gewesen sein soll. 1808 wurde ein Leuchtturm bei dem Ort errichtet.
Seit 2017 bildet die eigentliche Stadt mit ihrem weitläufigen Umland die Stadtgemeinde Narva-Jõesuu. Diese umfasst u. a. das Grenzgebiet zu Russland nördlich und südlich der verwaltungstechnisch selbständigen Stadt Narva und umschließt letztere somit auf estnischer Seite.

## Kurort
Die aus dem Lotsen- und Fischerort hervorgegangene Stadt Narva-Jõesuu entwickelte sich in der zweiten Hälfte des 19. Jahrhunderts zum bevorzugten Kurort der gehobenen Sankt Petersburger und Moskauer Gesellschaft.
Der acht Kilometer lange weiße Sandstrand wird von Nadelwäldern gesäumt. Er erstreckt sich bis zum Dorf Meriküla an der Ostsee entlang.
Die Eröffnung der Bahnstrecke von Sankt Petersburg über Narva nach Tallinn im Jahre 1870 gab dem Tourismus Auftrieb. Ab 1873 war Narva-Jõesuu Bade- und Erholungsort, ab 1894 offizieller Kurort.
In Narva-Jõesuu entstanden zahlreiche Pensionen, Sommerhäuschen und Freizeiteinrichtungen. Die vielen Villen aus Holz mit zahlreichen Schnitzereien und Verzierungen zeugten vor den Zerstörungen des Zweiten Weltkriegs vom Aufstieg Narva-Jõesuu. Der Ort wurde bald in der Reisewerbung „Riviera des Nordens“ oder „Perle der Narva-Küste“ genannt.
Nach einem großen Brand Ende des 19. Jahrhunderts wurde die Stadt ganz im Stile eines Kurorts neu geplant. Die Stadt war zweigeteilt in einen Hafenbereich („Port Narva“) und einen Kurbereich („Bad Narva“). 1896 entstand die erste Wasser- und Heilschlammanstalt, 1902 das berühmte Salzmann’sche Sanatorium. 1913 hatte die Stadt 2.500 Einwohner; 14.000 Kurgäste besuchten sie im Jahr.

## Sehenswürdigkeiten
1874 entstand als eines der wenigen Steingebäude die berühmte Villa Capriccio mit ihren weißen Säulen und dem beeindruckenden Portikus. Das Haus mit seinen Balkonen, Balustraden und dem Springbrunnen stand im Eigentum des Narvaer Bürgermeisters Adolf Theodor Hahn. Auf Hahns Initiative ging 1873 die Schaffung des Kurorts Narva-Jõesuu aus. Seine Villa wurde 1944 stark beschädigt und musste einem zwischen 1965 und 1969 erbauten sowjetischen Erholungsheim weichen.
1882 wurde der repräsentative Kursaal von Narva-Jõesuu mit seinem Holztürmchen eingeweiht. Das zweigeschossige Gebäude war im Jugendstil errichtet. Der Bau fiel am 1. Mai 1910 einem Feuer zum Opfer. 1911/12 wurde er nach Plänen des polnisch-russischen Architekten Marian Lalewicz wieder neu aufgebaut. Er fiel wie zahlreiche Gebäude Narva-Jõesuus dem Zweiten Weltkrieg zum Opfer. Ein Flügel des Kursaals wurde in den 1950er Jahren wieder aufgebaut und als Kulturzentrum genutzt. Er brannte Anfang der 1990er Jahre aus.
1944 wurden auch die beiden Kirchen Narva-Jõesuus zerstört: die zwischen 1890 und 1893 erbaute orthodoxe Fürst-Wladimir-Kirche und die von 1897 bis 1900 errichtete evangelisch-lutherische Nikolaikirche. Letztere entstand nach Plänen Rudolf Otto von Knüpffers. Erhalten geblieben ist das Erholungsheim der Textilfabrik Kreenholm aus Narva.
Nach der staatlichen Unabhängigkeit der Republik Estland entstand 1935 das funktionalistische Strandhaus (Rannahoone) mit Cafés, Bars sowie Umkleide- und Ruheräumen. Es wurde 1941 zerstört.
In Narva-Jõesuu endet der rund 5000 km lange Europäische Fernwanderweg E9.

## Nach dem Zweiten Weltkrieg
In der Zeit der sowjetischen Besetzung Estlands zwischen 1944 und 1990 war Narva-Jõesuu erneut ein wichtiger Badeort, der vor allem von den Einwohnern Leningrads genutzt wurde. Viele Angehörige der Nomenklatura unterhielten hier ihre Datschen. Daneben entstanden ein 1961 eröffnetes Sanatorium sowie Hotels und Pensionen.
Mit Wiedererlangung der estnischen Unabhängigkeit und der Einführung der Visumpflicht für russische Staatsangehörige ging Anfang der 1990er Jahre der Tourismus in Narva-Jõesuu stark zurück. Heute versucht die Stadt wieder an alte Zeiten anzuschließen. 2008 wurde das Spa- und Gesundheitszentrum Meresuu errichtet. Seit 1994 hat Narva-Jõesuu Stadtrechte und ist anerkannter Kurort. Bei dem Ort befindet sich der einzige FKK-Strand Estlands.

## Städtepartnerschaften
- Dänemark: Billund
- Finnland: Imatra
- Russland: Kronstadt

## Leuchtturm
Der heutige Leuchtturm von Narva-Jõesuu am Westufer des Narva-Flusses stammt aus dem Jahr 1957. Er ist der östlichste Leuchtturm der Republik Estland.
Der rot-weiß gestreifte Leuchtturm ist 31,1 Meter hoch. Er liegt 34,9 Meter über dem Meeresspiegel.

## Panzerdenkmal
Vier Kilometer von Narva-Jõesuu entfernt befand sich am Fluss Narva das letzte noch erhaltene sowjetische Panzerdenkmal Estlands. Es erinnerte an den Durchbruch der Roten Armee an der Narva-Front 1944. Der Panzer wurde anlässlich des Ukrainekrieges im August 2022 demontiert und wird künftig in einem Museum in Tallinn zu sehen sein.